# فرودگاه خاباروفسک ناوی
فرودگاه خاباروفسک ناوی (به انگلیسی: Khabarovsk Novy Airport) یک فرودگاه همگانی مسافربری با کد یاتا KHV است که یک باند فرود بتن دارد و طول باند آن ۴۰۰۰ متر است. این فرودگاه در شهر خاباروفسک کشور روسیه قرار دارد و در ارتفاع ۷۴ متری از سطح دریا واقع شده‌است.

## شرکت‌های هواپیمایی و مقصدهای پروازی

### مسافری
| شرکت‌های هواپیمایی                 | مقصدهای پروازی |
| --------------------------------- | --- |
| آئروفلوت                          | شرمتیوو |
| آئروفلوت اجرا توسط آورورا         | ایگناتیوا، هاربین تایپینگ، ایرکوتسک، یملیانو، سوکول، چولمان، تولمچوا، اوخا، پتروپاولوفسک/سیبون، اینچئون، Shakhtyorsk، تیندا، ولادی‌وستوک، یوژنو-ساخالینسک فصلی: پکن |
| آئروفلوت اجرا توسط روسیه ایرلاینز | ونوکووا |
| آسیانا ایرلاینز                   | اینچئون |
| ایر آئرو                          | کادالا، ایرکوتسک، جیاموسی دنگجیاو، سوکول، تولمچوا، اولان‌اوده |
| Khabarovsk Airlines               | نیکلایفسک-نا-آموره، Okhotsk فصلی: Bogorodskoye |
| نوردویند ایرلاینز                 | چارتر فصلی: سووارنابومی، پوکت، کام رانح |
| Pegas Fly                         | شرمتیوو |
| فیلیپین ایرلاینز                  | چارتر فصلی: کالیبو چارتر: نینوی آکوئینو |
| اس۷ ایرلاینز                      | تولمچوا، ناریتا، ولادی‌وستوک |
| اورال ایرلاینز                    | سووارنابومی، چانگچون لونگییا، ایرکوتسک، تولمچوا |
| وستوک اوییشن کمپانی               | Ayan، Chumikan, Nelkan, Kherpuchi فصلی: Bogorodskoye, Novokurovka, Pobeda                                                                                          |
| ازبکستان ایرویز                   | تاشکند |
| یاکوتیا ایرلاینز                  | اوگولنی، ایگناتیوا، میرنی، یاکوتسک فصلی: چئونگ‌جو, سوکول، پتروپاولوفسک/سیبون، ناریتا, یوژنو-ساخالینسک                                                               |

### باری
| شرکت‌های هواپیمایی | مقصدهای پروازی                                    |
| ----------------- | ------------------------------------------------- |
| AirBridge Cargo   | اسخیپول آمستردام                                  |
| کالیتا ایر        | تد استیونز انکوریج، اوهر شیکاگو، هنگ کنگ، لس‌آنجلس |